# Uraecium lucumae
Uraecium lucumae är en svampart som beskrevs av Arthur 1933. Uraecium lucumae ingår i släktet Uraecium, ordningen Pucciniales, klassen Pucciniomycetes, divisionen basidiesvampar och riket svampar.   Inga underarter finns listade i Catalogue of Life.